# Alonso Ramírez Ramos
Alonso Ramírez Ramos (León, Guanajuato, 16 de abril de 1993) es un joven animador, director, guionista, artista gráfico y digital mexicano que trabaja para Cartoon Network. Entre sus trabajos, se destaca su participación en Gravity Falls y Mickey Mouse (serie de televisión) para Disney Channel y Steven Universe para Cartoon Network. El proyecto más reciente en el que se encuentra involucrado es la serie de televisión Animaladas para Netflix como ambientador o decorador de escenarios. La primera temporada de esta serie de animación comenzó a emitirse el 22 de octubre de 2021.

## Primeros pasos
Alonso Ramírez Ramos nació en León, Guanajuato, México. Estudió ilustración entre los años 2005 y 2006 en la Universidad Academia de Arte en San Francisco (California). Posteriormente, continuó su formación en el ámbito de la animación de personajes entre los años 2007 y 2010 en el Instituto de las Artes de California, obteniendo así su licenciatura en Bellas Artes (Bachelor of Fine Arts).

## Carrera profesional

### Pixar
Alonso Ramírez Ramos comenzó su carrera profesional en 2009 como pasante de storyboard en Pixar, (Emeryville, California) donde obtuvo su primera experiencia por menos de un año. 

### Disney Channel
En 2011, pasó a formar parte de Disney Television Animation. Trabajó en el departamento de arte y animación de la serie televisiva Gravity Falls como artista de storyboard, diseñador de localizaciones y diseñador de personajes desde 2012 hasta 2015. Ocupó varios cargos de manera progresiva para Mickey Mouse (serie de televisión): Fue artista de storyboard y guionista desde 2013 hasta 2019 y director desde 2015 hasta 2019. Su gran trabajo en esta serie de televisión le ha sido reconocido en varias ocasiones, con nada más y nada menos que cuatro Annie Awards en sus vitrinas: dos por el “Mejor storyboard en una producción animada de televisión” (2016 y 2019) y dos por la “Mejor dirección en una producción animada de televisión” (2018 y 2020). También cuenta con un Primetime Emmy Awards a “Mejor animación de formato corto” (2014).

### Ánima Estudios
En 2017, trabajó para Ánima Estudios en México, como consultor creativo.

### Cartoon Network
En 2019, comenzó una nueva etapa en Cartoon Network, donde actualmente es Coproductor ejecutivo. Ha trabajado en la serie de televisión Steven Universe como productor, guionista y director desde 2019 hasta 2020. A su vez, fue director de Steven Universe Future en 2020, la serie que precede a la anteriormente mencionada. También participó como coproductor ejecutivo en Steven Universe: La película en 2019.

### Netflix
En 2021, ha participado en el primer episodio de la nueva serie original de Netflix, Animaladas, como ambientador de escenarios.

## Filmografía
- Gravity Falls (2012-2015): Artista de storyboard, diseñador de localizaciones y de personajes.
- Mickey Mouse (2013-2019): Artista de storyboard, guionista y director.
- Patoaventuras (2017): Diseñador de personajes adicional.
- Steven Universe: La película (2019): Coproductor ejecutivo.
- Steven Universe (2019-2020): Coproductor ejecutivo, guionista y director.
- Steven Universe Future (2020): Director.
- Animaladas (2021): Ambientador o decorador de escenarios.

## Premios y nominaciones
| Año  | Premio         | Categoría                                                | Trabajo                                                                                               | Resultado |
| ---- | -------------- | -------------------------------------------------------- | --- | --------- |
| 2014 | Primetime Emmy | Mejor animación de formato corto                         | Mickey Mouse Temporada 1, Episodio 12: 'O Sole Minnie                                                 | Ganador   |
| 2015 | Primetime Emmy | Mejor logro individual en animación                      | Gravity Falls Temporada 2, Episodio 11: Not What He Seems                                             | Ganador   |
| 2016 | Annie Award    | Mejor storyboard en una producción animada de televisión | Mickey Mouse Temporada 3, Episodio 7: ¡Feliz Cumpleaños!                                              | Ganador   |
| 2018 | Annie Award    | Mejor dirección en una producción animada de televisión  | Mickey Mouse Temporada 4, Episodio 9: The Scariest Story Ever: A Mickey Mouse Halloween Spooktacular! | Ganador   |
| 2019 | Annie Award    | Mejor storyboard en una producción animada de televisión | Mickey Mouse Temporada 4, Episodio 13: Carnaval                                                       | Ganador   |
| 2020 | Annie Award    | Mejor dirección en una producción animada de televisión  | Mickey Mouse Temporada 5, Episodio 7: For Whom the Booth Tolls                                        | Ganador   |
| 2014 | Annie Award    | Mejor storyboard en una producción animada de televisión | Mickey Mouse y Gravity Falls                                                                          | Nominado  |
| 2015 | Annie Award    | Mejor storyboard en una producción animada de televisión | Gravity Falls                                                                                         | Nominado  |
| 2015 | Primetime Emmy | Mejor animación de formato corto                         | Mickey Mouse Temporada 2, Episodio 8: Mumbai Madness                                                  | Nominado  |
| 2020 | Primetime Emmy | Mejor animación de formato corto                         | Steven Universe Temporada 6, Episodio 16: Fragments                                                   | Nominado  |